# Graphium colonna
Graphium colonna là một loài bướm thuộc họ Papilionidae, được tìm thấy ở châu Phi.
Sải cánh con đực dài 55–60 mm, con cái dài 60–65 mm. Loài có lứa đẻ liên tục trong những tháng nóng, tháng 10 đến tháng 4.
Ấu trùng ăn Artabotrys, Uvaria và Annona spp.

## Hình ảnh

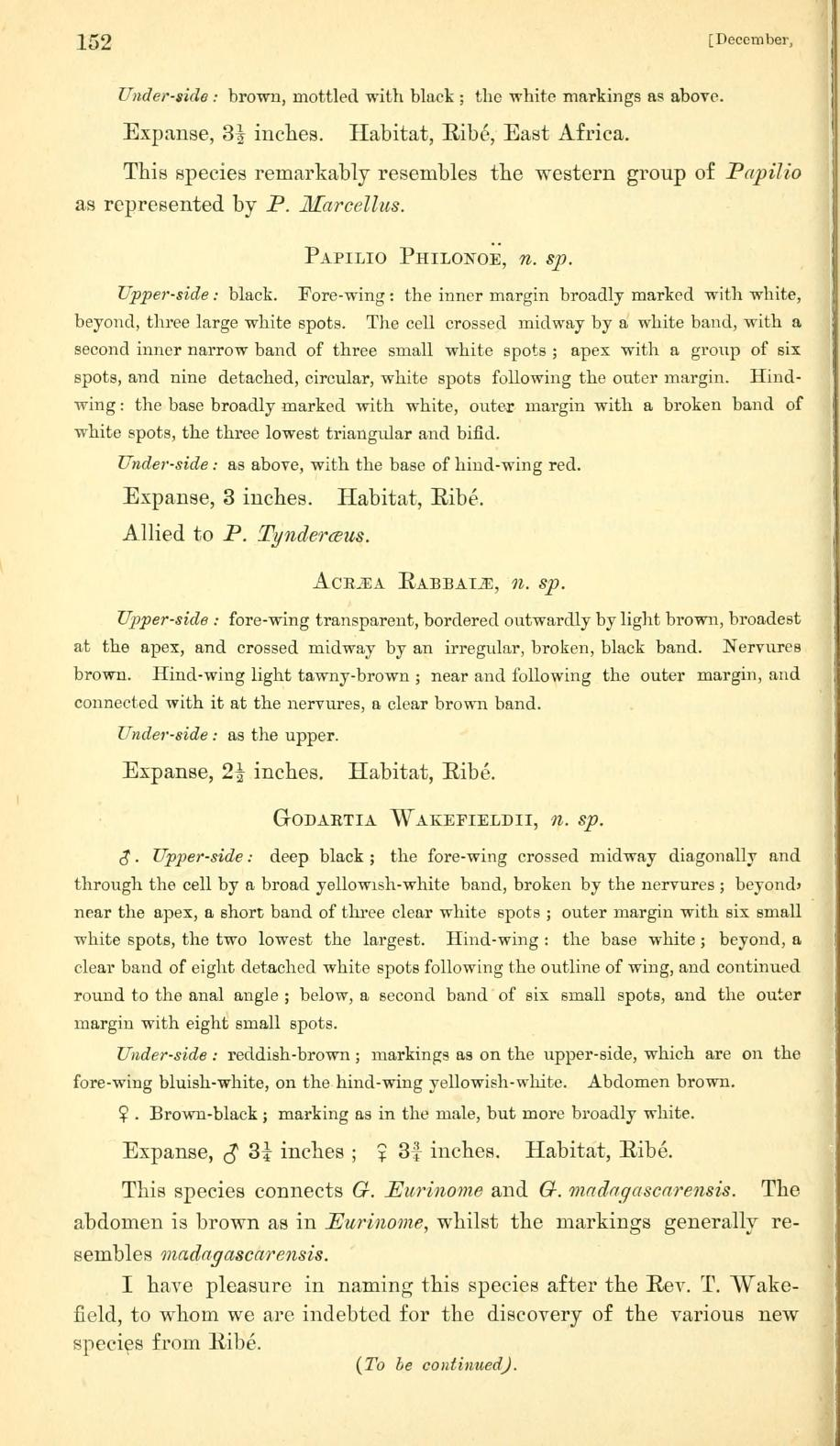